# Catocala sanguinea
Catocala sanguinea là một loài bướm đêm trong họ Erebidae.